# Christian Betsch
Christian Betsch (* 22. November 1888 in Effringen; † 10. Juni 1934 in Stuttgart) war ein deutscher Mathematiker.
Betsch war der Sohn eines Maurers und war nach Besuch des Lehrerseminars in Nagold Volksschullehrer. Nach dem Abitur in Schwäbisch Hall studierte er ab 1911 an der Universität Tübingen. Nach dem Lehramtsexamen in Mathematik und Physik war er Gymnasiallehrer, u. a. Studienrat an der Mädchen-Oberrealschule in Stuttgart-Cannstatt (1919 bis 1929) und danach bis zu seinem Tod am Königin-Katharina-Stift in Stuttgart. 1917 promovierte er bei Alexander von Brill in Tübingen (Zur analytischen Geometrie der dualen Größen). Er war mit Alfred Lotze Verfasser des Artikels „Systeme geometrischer Analyse“ in der Enzyklopädie der mathematischen Wissenschaften. In seinem Buch "Fiktionen in der Mathematik" beschäftigte er sich mit der Philosophie des Als Ob von Hans Vaihinger.
Sein 1934 nachgeborener Sohn Gerhard Betsch wurde ebenfalls Mathematiker.

## Schriften
- (mit Alfred Lotze): Systeme geometrischer Analyse. In: Encyclopädie der mathematischen Wissenschaften mit Einschluß ihrer Anwendungen. Bd. 3, T. 1, AB 11. Teubner, Leipzig/Berlin 1923, S. 1426–1595.

- Fiktionen in der Mathematik, Fr. Frommann, Stuttgart 1926 (Digitalisat).
- Die Anwendung der Philosophie des Als-Ob im Unterricht, Unterrichtsblätter 38, 1932, S. 79–83